# Nanananò/Io ritorno solo
Nanananò/Io ritorno solo è un singolo del gruppo musicale Formula 3, pubblicato dall'etichetta discografica Numero Uno nel 1970.

## Tracce
1. Nanananò
2. Io ritorno solo